# Jedem Kind ein Instrument
„Jedem Kind ein Instrument“, kurz JeKi genannt, war ein musikpädagogisches Programm für Grundschulen des Ruhrgebiets. Der letzte JeKi-Jahrgang war im Ruhrgebiet im Schuljahr 2014/15 gestartet und konnte regulär bis zum Ende des Schuljahres 2017/18, der vierten Klasse, durchlaufen werden. Das Nachfolgeprogramm JeKits – Jedem Kind Instrumente, Tanzen, Singen ist parallel dazu ab dem Schuljahr 2015/16 in ganz Nordrhein-Westfalen gestartet.
Seit dem Schuljahr 2008/2009 gibt es „Jedem Kind ein Instrument“ auch in rund 70 hessischen Grundschulen, außerdem seit dem Schuljahr 2009/2010 in Hamburg sowie in einigen sächsischen Grundschulen. Pläne für ähnliche Projekte gibt es inzwischen auch in Baden-Württemberg, Bayern, Berlin, Mecklenburg-Vorpommern, Niedersachsen, Saarland und Thüringen.

## Das Programm
Im Jahr 2007 wurde das Programm „Jedem Kind ein Instrument“ von der Kulturstiftung des Bundes, dem Land Nordrhein-Westfalen und der Zukunftsstiftung Bildung in der GLS Treuhand als Kooperationsprojekt der Kulturhauptstadt RUHR.2010 entwickelt. Ab dem Schuljahr 2011/12 wurde es allein durch das Land Nordrhein-Westfalen gefördert. Trägerin des Programms ist die gemeinnützige JeKits-Stiftung (vormals Stiftung Jedem Kind ein Instrument) mit Sitz in Bochum. Darüber hinaus gab es an etwa 35 Standorten in NRW weitere, von der Landesregierung ebenfalls geförderte JeKi-ähnliche Modell-Projekte.
Im ersten Schuljahr nehmen alle Kinder der beteiligten Grundschulen kostenlos am JeKi-Programm teil. Sie lernen im von Musikschul- und Grundschullehrkräften gemeinsam gestalteten Unterricht („Tandemunterricht“) eine Vielzahl an Instrumenten kennen und wählen schließlich ihr Instrument für den weiteren Unterricht aus. Zur Wahl stehen neben den gängigen Streich- und Blasinstrumenten auch verschiedene Tasteninstrumente (Akkordeon, Keyboard, Klavier), Schlaginstrumente (Djembé, Cajón) und Zupfinstrumente (Gitarre, Mandoline oder die türkische Langhalslaute Baglama). Zudem lernen die Kinder die verschiedenen musikalischen Parameter kennen und werden so auf den Instrumentalunterricht im folgenden Schuljahr vorbereitet.
Ab dem zweiten Schuljahr bekommen die Kinder das von ihnen gewählte Musikinstrument als kostenlose Leihgabe für den Unterricht und für das Üben zu Hause. Sie erhalten einmal pro Woche Instrumentalunterricht in Gruppen von durchschnittlich fünf Kindern. Die Teilnahme kostet im zweiten Schuljahr monatlich 20 €.
In der dritten und vierten Klasse kommt zum Instrumentalunterricht das Zusammenspiel im jahrgangsübergreifenden Schulorchester, das ebenfalls einmal pro Woche probt, hinzu; die Teilnahme kostet insgesamt 35 € pro Monat. Am Ende eines jeden Schuljahres findet ein Abschlusskonzert statt.
Im Vordergrund stehen das gemeinsame Musizieren und das damit verbundene Erlernen von musikalischer und sozialer Kompetenz. Es gibt keine Zensuren. Damit die Kinder auf den verschiedenen Instrumenten gemeinsam in einer Tonart spielen können, ist ein anderer Einstieg im ersten Instrumentaljahr nötig als im regulären Musikschulunterricht, insbesondere müssen auf manchen Instrumenten zunächst andere Tonräume gelernt werden.
Zur Weiterqualifizierung der im JeKi-/JeKits-Programm tätigen Lehrkräfte bietet die JeKits-Stiftung gemeinsam mit verschiedenen Kooperationspartnern ein Fort- und Weiterbildungsprogramm an (z. B. zu den Themen Tandemunterricht, binnendifferenzierter Instrumentalunterricht in heterogenen Gruppen).

## Geschichte
Das Projekt „Jedem Kind ein Instrument“ startete 2003 in Bochum als Kooperation der städtischen Musikschule, der Zukunftsstiftung Bildung in der GLS Treuhand und der Grundschulen und war als zweijähriges Projekt konzipiert.
Die Kulturstiftung des Bundes, das Land Nordrhein-Westfalen und die Zukunftsstiftung Bildung in der GLS Treuhand beschlossen im Jahr 2007, aufbauend auf den Erfolg des Bochumer Projekts und anlässlich der Kulturhauptstadt Ruhr 2010, das Projekt zeitlich und räumlich auszudehnen.
Mit neuem Konzept und unter der Trägerschaft einer eigens dafür gegründeten Stiftung wurde das Bochumer Projekt auf das ganze Ruhrgebiet ausgeweitet.
Mit Beginn des Schuljahres 2009/2010 startete neben anderen Bundesländern auch ein JeKi-Programm in Hamburg. Bis 2012 sollen an diesem annähernd 10.000 Kinder teilnehmen.
Im Schuljahr 2007/2008 (Start des Programms) nahmen 34 Kommunen und 34 Musikschulen des Ruhrgebiets teil, 223 Grundschulen und 7.100 Erstklässler (von 12.400 Erstklässlern).
Im Schuljahr 2008/2009 nahmen 41 Kommunen und 49 Musikschulen des Ruhrgebiets teil, 370 Grundschulen, 19.600 Erstklässler (alle Erstklässler der teilnehmenden Schulen) und 6.300 Zweitklässler.
Im Schuljahr 2009/2010 nahmen 42 Kommunen und 56 Musikschulen des Ruhrgebiets teil, 522 Grundschulen, 27.700 Erstklässler (alle Erstklässler der teilnehmenden Schulen), 11.600 Zweitklässler und 4.000 Drittklässler.
Im Schuljahr 2010/2011 nahmen 42 Kommunen und 56 Musikschulen des Ruhrgebiets teil, 641 Grundschulen, 31.150 Erstklässler (alle Erstklässler der teilnehmenden Schulen), 14.621 Zweitklässler, 6001 Drittklässler und 2.342 Viertklässler.
Im Schuljahr 2011/2012  nahmen 42 Kommunen und 56 Musikschulen des Ruhrgebiets teil, 659 Grundschulen, 27 kooperierende Förderschulen, 32.754 Erstklässler (alle Erstklässler der teilnehmenden Schulen), 15.721 Zweitklässler, 7.990 Drittklässler, 3.529 Viertklässler und 725 Förderschüler.
Um auch Kommunen außerhalb des Ruhrgebiets in NRW eine Teilnahme an dem Programm zu ermöglichen, startete ab dem Schuljahr  2015/16 unter dem  Namen „JeKits – Jedem Kind Instrumente, Tanzen, Singen“ ein neues Programm in NRW. Parallel dazu läuft das Vorgänger-Programm „Jedem Kind ein Instrument“ im Ruhrgebiet bis zum Schuljahr 2017/18 aus.

## Gebührenbefreiungen
Das JeKi-Programm richtet sich explizit an alle Grundschulkinder. Um die Integration aller zu gewährleisten, gibt es die Möglichkeit der Gebührenbefreiung. So zahlen Kinder aus Familien, die ALG II, Sozialhilfe oder andere Unterstützungsleistungen empfangen, keine Beiträge. Für Familien, die mit mehreren Kindern am Programm teilnehmen, halbiert sich der Beitrag für das zweite und jedes weitere Kind.

## Finanzierung
In der vierjährigen Implementierungsphase von 2007 bis 2011 kostete das Programm im Ruhrgebiet 47,23 Millionen Euro. Davon stellten die Kulturstiftung des Bundes 10 Mio. Euro, das Land Nordrhein-Westfalen 13,62 Mio. Euro und die Zukunftsstiftung Bildung in der GLS Treuhand 630.000 Euro bereit. Die Teilnahmegelder betrugen insgesamt ca. 12,5 Millionen Euro. Die Kommunen beteiligten sich mit einem Eigenanteil von 3,2 Millionen.
Ab dem Schuljahr 2011/2012 wurde „Jedem Kind ein Instrument“ durch das Land Nordrhein-Westfalen mit rund 10 Millionen Euro jährlich gefördert. Diese Summe diente der Fortführung des Programms im Ruhrgebiet und seiner inhaltlichen Weiterentwicklung. Darüber hinaus wurden JeKi-ähnliche Modellprojekte in NRW gefördert.
Im Rahmen der landesweiten Ausdehnung des JeKi-Nachfolgeprogramms JeKits ab dem Schuljahr 2014/15 stellt das Land NRW jährlich 10,74 Mio. Euro sowohl für das im Ruhrgebiet auslaufende JeKi-Programm als auch das neu gestartete JeKits-Programm zur Verfügung. Die Landesmittel werden über die JeKits-Stiftung an die Kommunen weitergegeben. Hinzu kommen die von den Eltern geleisteten Teilnahmebeträge und Beiträge der Kommunen. Damit sind die Kosten für die Musikschullehrkräfte abgedeckt. Die Kommunen sind zudem dafür verantwortlich, 50 % der Instrumentenkosten aufzubringen.

## Forschung
Im Jahre 2009 legte das Bundesministerium für Bildung und Forschung einen Forschungsschwerpunkt zu „Jedem Kind ein Instrument“ auf.
Das Forschungsprogramm war auf vier Jahre angelegt; es floss bis 2013 jährlich eine Million Euro in die insgesamt 14 Forschungsvorhaben. 25 Wissenschaftler aus den Disziplinen Erziehungswissenschaften, Musikpädagogik, Musikpsychologie und Neuropsychologie waren daran beteiligt. Die zentrale Koordinierungsstelle befand sich an der Universität Bielefeld, während die Universität Bremen den zentralen Datenpool verwaltete.

## Probleme des Programms
Das größte Problem des JeKi-Programms im Ruhrgebiet in der Implementierungsphase bestand darin, dass durch die schnelle Expansion Lehrkräfte fehlten. Zudem waren und sind die Anforderungen an diese enorm hoch, da sie sich auf völlig neue Unterrichtsformen und -situationen einstellen müssen.
Weitere Probleme bestehen darin, dass nicht alle Grundschulen ausreichend große Räumlichkeiten für den Instrumentalunterricht sowie die Lagerung der Instrumente besitzen, und dass die Kooperation zwischen Musikschulen und Grundschulen nicht immer reibungslos funktioniert.
Auch können nicht alle Kinder, die ihr Instrument im Anschluss an die Grundschule weiterlernen möchten, an einer Musikschule aufgenommen werden, da deren Kapazitäten nicht ausreichen.
An den Musikschulen gibt es außerdem keine Gebührenbefreiung, so dass die von „JeKi“ angestrebte Chancengleichheit mit dem Ende der Grundschulzeit endet.
Nach einer Umfrage unter Fünftklässlern an mehreren Schulen im Ruhrgebiet wurde zudem beobachtet, dass eine überwiegende Zahl derjenigen Kinder, die ohnehin schon ein oder zwei Instrumente erlernten, das JeKi-Instrument als Zweit- oder sogar Drittinstrument auch nach dem Schulwechsel weiterspielten; von den Kindern, die ohne JeKi kein Instrument erlernt hätten, spielten dieses jedoch nur wenige Prozent freiwillig bzw. über die Grundschule hinaus weiter.